# Manu
Manu (óind „ember” a man- „gondolkodik” tőből) mitikus indiai bölcs, a védikus hagyományban a földön él, ő az emberiség királya, míg testvére az elhunytaké. A hindu mitológia – az eposz és a puránák – már 14 Manut ismer, 7 múltbelit és 7 jövőbelit, mindegyik egy világkorszak embereinek ősatyja, a hetedik a jelen korszaké.

## A védikus Manu
Manu a védákban Vivaszvat napisten fia és Jama fivére. Manu a földön él, az emberek királya, míg Jama az első ember, aki meghalt és az elhunyt ősök királya.

## A 14 Manu
Mindegyik Manu egy-egy korszak embereinek ősatyja. Egy korszak – Manvantara, „Manu korszaka” – 71 mahajuga, azaz 306 720 000 év hosszúságú.

### A 7 múltbeli Manu
Az első Manu: Manu Szvajambhúva, Szvajambhú („magától lett”) és felesége, Satarúpa fia. Egy másik változat szerint Szvajambhú férfi és női félre vált ketté, tőle született Virádzs, tőle pedig Manu Szvajambhúva. Neki tulajdonítják a legősibb törvénykönyvek egyikét, az időszámításunk kezdete körül, vagy valamivel korábban keletkezett Mánava-dharmasásztrát, más néven Manuszmritit, amelyet magyarul Manu törvénykönyvének neveznek (dharma: ’törvény’, sásztrá: ’könyv’).
Az ötödik Manu: Manu Revanta, „ragyogó”, Vivaszvat és a kanca formájú Szaranjú (Szandzsnya) – az asvinok anyjának – fia.
A hatodik Manu: Manu Csakusa, „szemmel felismerhető”, Tvastar fia.
A hetedik Manu: Manu Vaivaszvata, a jelenkorban élő emberek őse, Vivaszvat és az istennő formájú Szaranjú fia. Ő a vízözön Manuja – hasonlít Noéra és Ziuszudrára –, aki egyedül élte túl a Vízözönt. Egyszer rituális mosakodás közben egy halacska akadt a kezébe, aki kérte, hogy nevelje fel, és akkor megmenti a vízözöntől. Amikor a hal felnőtt, visszaeresztette a tengerbe, és a tanácsa szerint épített egy bárkát, amit hozzákötött a hal szarvához. A hal elhúzta őt az egyedül víz fölött maradt északi hegyhez. Amikor a víz visszahúzódott, Manu maradt az egyedüli élőlény a földön. Áldozatot mutatott be az isteneknek, amiből egy lány, Ila (Ida) született, akit feleségül vett és ő szült neki embereket, akik „Manu nemzetségé”-nek (szanszkrit nyelven Manusja vagy Manudzsa), szó szerint „Manutól született”-nek nevezték magukat. A Mahábháratában Brahma a Manut megmentő hal megtestesülése (avatárája), a hajón pedig a hét risi is Manuval tartott. A Matszja-purána szerint a hal Visnu avatárája, és a hajón nemcsak Manu, hanem számtalan állat és növényi mag is megmenekül.

### A 7 jövőbeli Manu
A nyolcadik Manu: Manu Szavarni, Szaranjú árnyának, Szavarnának a fia, az első eljövendő Manu.

## Manu törvénykönyve
A Manu törvénykönyve néhány rendelkezése: tisztességes katona nem öli meg a vak, fegyvertelen, meztelen, legyőzött, menekülő ellenségét; nem szabad mérgezett fegyvert használni; nem szabad a szántóvető parasztot bántani; a hadifoglyokat emberségesen kell kezelni; a meghódított népek vallását és jogát tiszteletben kell tartani (a vallás és a jog az ókori törvénykönyvekben nem különül el egymástól). Diplomáciai tanácsok a Manu törvénykönyvében: a király tekintse ellenségnek szomszédait és azok szövetségeseit, tekintse barátnak ellensége szomszédait; a követ ne tegyen olyan túlzó ígéretet, amit később meg kell szegni, ne tegyen ellenséges megjegyzéseket, ne tegye kétségessé államának barátságos magatartását; az uralkodó sohase ölesse meg a követeket, mert a követ más ügyét képviseli; „a diplomácia annak művészete, hogyan kerüljük el a háborút és őrizzük meg a békét”. Több részét azonban erősen kritizálják, napjainkban a hinduizmus legtöbbet vitatott szövegének számít.

## Magyarul
- Manu törvényei. Mānava dharmaśāstra; szanszkritból ford., bev., jegyz. Büchler Pál; Benkő, Bp., 1915 (Az Erdélyi Múzeum-Egyesület Jog- és Társadalomtudományi Szakosztályának kiadványai)
- Manu törvénykönyve; ford. Borbély Judit Bernadett, jegyz. Borbély Judit Bernadett,  Dezső Csaba, előszó Ruzsa Ferenc; L'Harmattan, Bp., 2019 (India könyvtár)